# Larghezza massima di una nave

Rappresentazione grafica delle dimensioni usate per descrivere una nave. La quota "b" è la larghezza massima.

Per larghezza massima di una nave si intende la sua larghezza nel punto più largo misurata alla linea di galleggiamento nominale della nave.
La Larghezza massima di una nave monoscafo può essere calcolata utilizzando la seguente formula:
{\displaystyle Larghezzamassima=LOA^{2/3}+1}
Dove LOA è la lunghezza complessiva e tutte le unità sono in piedi.
Ad esempio, per uno yacht di 27 piedi (8,2 m) la radice cubica di 27 è 3 che al quadrato è 9 e sommato a 1 è uguale 10. La larghezza massima di un monoscafo di 27 piedi è quindi di 10 piedi (3,05 m).